# Dmitri Anossov
Pour les articles homonymes, voir Anossov.
Dmitri Viktorovitch Anossov (en russe : Дми́трий Ви́кторович Ано́сов) (1936, Moscou (URSS) – 2014, Moscou), est un mathématicien soviétique et russe.

## Biographie
Il fut l'élève à l'université d'État de Moscou de Lev Pontriaguine, qui venait juste d'abandonner la topologie pour les équations différentielles. Il y obtint le « Master » du Département de mécanique et de mathématiques en 1958. 
Il poursuivit ses études avec un 3e cycle à l'Institut de mathématiques Steklov, toujours dans le sillage de Pontriaguine qui, sans lui donner de cours proprement dit, lui indique des sujets d'étude de niveaux de plus en plus élevés. Diplômé en 1961, il fait toute sa carrière dans cette institution, où il finit par occuper le poste de directeur du département des équations différentielles.
Il a également parfois travaillé à l'université d'État de Moscou, dont il est professeur honoraire et directeur du département des systèmes dynamiques, ainsi qu'à l'université indépendante de Moscou.
Il se voit décerner le Prix d'État de l'URSS en 1976.

### Œuvres
(en) « Geodesic flows on compact Riemannian manifolds of negative curvature », Proc. Steklov Math. Institute, vol. 90, no 1, 1967, p. 1-235

### Aspects biographiques
(en) R. I. Grigorchuk, « Interview with D.V. Anosov », EMS Newsletter :
- Part I, vol. 47, mars 2003, p. 20-25 ;
- Part II, vol. 48, juin 2003, p. 15-20.